# Ghiandole periuretrali
Le ghiandole di Lowsley (o di Hall), dette anche ghiandole periuretrali (o parauretrali) apicali, uvulari, papillari (dall'uvula della vescica e la relativa papilla uretrale), sovraprostatiche, caudali, subvescicali o subtrigonali, sono alcune ghiandole uretrali profonde situate a livello dell'uretra preprostatica, tra l'apice della prostata e il trigono della vescica. Disposte in grappoli (cluster), di norma i loro dotti parauretrali si fondono 1 - 2 canali maggiori, che attraversano per intero la prostata per sboccare presso il pavimento superiore (tetto) dell’uretra intraprostatica. A volte, tuttavia, potrebbero sboccare direttamente nell'uretra preprostatica, o più raramente nel trigono: in quest’ultimo caso si parla di ghiandole uretrali aberranti.
Formano un complesso "a corallo ramificato" di alcune ghiandole e dotti che si diramano dentro e intorno all'uretra e lo sfintere uretrale interno; il loro diametro verticale ammonta a circa 3 mm, e la forma è conica. Svolgono un ruolo minore nella produzione del liquido seminale o preseminale, nonché di un potente secreto protettivo, il fattore antimicrobico dell'uretra maschile, che difende e sfiamma l'uretra maschile.
Le indagini effettuate hanno mostrato che queste ghiandole, nonostante la collocazione periprostatica, sono istologicamente distinte dalle ghiandole uretrali di tipo prostatico: al contrario derivano da una modificazione delle ghiandole uretrali di Littré, con cui condividono forma e secreto.

## Eponimo
Questa ghiandola è contraddistinta da un possibile doppio eponimo: dall'anatomista inglese James Lowsley oppure dall'anatomista statunitense Russel Hall.

## Classificazione

### In rapporto all'uretra
La tipologia di queste ghiandole uretrali dipende anzitutto dalla loro collocazione:
- Poiché queste ghiandole quasi sempre circondano l'uretra, riversando i propri dotti uretrali nello stesso canale attraverso le lacune di Morgagni, vengono classificate tra le ghiandole periuretrali o parauretrali esocrine oppure, più in generale, tra le ghiandole uretrali profonde.[19][20][21]
- Più raramente possono essere rinvenute nella mucosa o tonaca uretrale o lungo il suo perimetro: in tal caso appartengono alle ghiandole uretrali intraepiteliali, o semplicemente ghiandole uretrali.[22][23][21]

#### In rapporto alla prostata
Malgrado la loro collocazione periprostatica, le ghiandole subtrigonali non sono annoverate né tra le ghiandole intraprostatiche, né tra le ghiandole prostatiche collocate all'esterno della prostata (un insieme molto complesso e ramificato di dotti parauretrali che formano una struttura allungata detta prostata disseminata).
Anche dal punto di vista istologico (verificato studiando lo sviluppo del feto) la loro origine è più simile a quella delle ghiandole uretrali accessorie (numerose tipologie di ghiandole, collocate lungo l'intera uretra) che a quella delle ghiandole prostatiche vere e proprie; anche il loro secreto è paragonabile al classico fluido uretrale anziché al liquido prostatico, benché molto spesso costituisca una porzione proprio di tale fluido. Analisi più approfondite hanno mostrato che queste ghiandole derivano da uno sviluppo in direzione caudale e verticale delle ghiandole uretrali di Littré, che subiscono una modificazione al secondo mese di gravidanza.

### Altre classificazioni
Esistono ulteriori classificazioni per queste ghiandole uretrali:
- Nonostante la loro funzione sia quasi completamente esocrina (emissione del secreto nel canale uretrale attraverso i dotti di Hall), svolgono anche una minima attività endocrina, immettendo una quantità estremamente bassa di antigene prostatico specifico (PSA) nel circolo sanguigno.[24][25][26]

- Dal punto di vista della forma, appartengono alla categoria ghiandole tubulo-alveolari composte o ramificate.[27][28][29]

## Anatomia

### Descrizione generale
L’apice della prostata, ovvero il culmine del lobo superiore, determina una sporgenza nel trigono vescicale maschile, nota come uvula uretrale o della vescica. Dal punto più elevato di questo rigonfiamento, detto papilla uretrale, si sviluppa il primo segmento di uretra (uretra intramurale), che decorre attraverso il collo della vescica per poi continuare in direzione della prostata con il nome di uretra prostatica.
Nello strato di tessuto muscolare liscio compreso tra il trigono della vescica e la sezione apicale della prostata, non di rado all’interno della stessa uvula o dello sfintere uretrale interno, si collocano alcune ghiandole periuretrali e parauretrali. Nella maggior parte dei casi, queste ghiandole sono raggruppate in 1 - 2 grappoli (cluster) e dirigono i propri dotti parauretrali all’interno della prostata stessa, nel lobo superiore: qui si uniscono in 1 - 2 canali principali, intraprostatici, che attraversano la ghiandola per sfociare nel pavimento superiore (tetto) dell’uretra intraprostatica. In questo caso, il loro secreto (affine a quello delle altre ghiandole uretrali accessorie) si unisce al fluido prostatico componendo parte delle secrezioni costanti e dell’eiaculazione. In altre situazioni, è possibile che le ghiandole subtrigonali dirigano invece i propri condotti direttamente nell’uretra prostatica o, in rari casi, nel trigono (ghiandole uretrali aberranti); in questo caso il loro secreto compone parte delle secrezioni costanti e della pre-eiaculazione.

### Forma e dimensioni
Poiché queste ghiandole uretrali derivano da una modificazione delle ghiandole uretrali di Littré, la loro struttura è in genere comparabile, benché le ghiandole di Hall siano leggermente più piccole. Di norma, sia il diametro di base sia il diametro verticale (altezza) ammontano a circa 3 mm. In alcuni casi il diametro di base può essere minore (fino a 2 mm), in altri casi il diametro verticale può essere superiore (fino 4 mm).
La loro forma è nel complesso irregolarmente cilindrica, a base periferica e apice (il lobulo apicale) rivolto verso l'uretra; si apre in direzione anticaudale, e il flusso (diretto da una valvola) è unidirezionale.

### Numero
Il numero delle ghiandole di Lowsley e dei relativi dotti varia sensibilmente da un individuo all'altro. Le ricerche condotte da James Lowsley stesso hanno evidenziato una media di 6 ghiandole per individuo, variabili da un minimo di 5 ad un massimo di 9. Ulteriori studi, condotti di seguito, hanno confermato questi risultati, mostrando una media di 7 ghiandole e dotti per individuo, con un intervallo compreso tra 4 e 19 unità.
Questo numero raggiunge il proprio apice tra la diciannovesima e la ventiseiesima settimana di vita del feto, e generalmente non subisce modifiche, benché nell'anziano possa aumentare a causa della maggiore produzione di PSA. Generalmente, queste ghiandole sono raggruppate in 1 - 2 grappoli (cluster), ad ognuno dei quali corrisponde un dotto principale.

### Collocazione
Le ghiandole subtrigonali possono essere rinvenute in queste zone:
- Nella banda di fibre muscolari lisce e tessuto submucoso collocata tra il trigono vescicale (sotto il pavimento inferiore della vescica, in genere presso lo sfintere uretrale interno o l’uvula uretrale) e il lobo superiore della prostata. Il tessuto connettivo che costituisce buona parte delle ghiandole di Lowsley è strettamente connesso con le fibre muscolari e le cellule submucosali, a tal punto che i confini non sempre sono ben distinti.[3][2][42] I dotti parauretrali vengono condotti generalmente dalla tonaca all’interno della prostata, tuttavia possono anche riversarsi in direzione verticale, nell’uretra preprostatica o raramente nel trigono.[3][1][2]
- In alcuni casi, alcune ghiandole potrebbero collocarsi all’interno della capsula prostatica o dentro il suo perimetro (ghiandole intraprostatiche), riversando in essa il secreto attraverso i dotti maggiori.[3][2][43]
- Potrebbero anche trovarsi nella mucosa o nella tonaca dell’uretra preprostatica (ghiandole uretrali juxtaepiteliali) o, raramente, all’interno della mucosa stessa del trigono vescicale (in genere presso l’uvula o ai lati dello sfintere uretrale interno). In questi casi, i loro dotti periuretrali sono condotti in verticale e sboccano nell’uretra preprostatica attraverso le lacune di Morgagni, ovvero gli orifizi caratteristici delle ghiandole uretrali.[8][9][10]

### Struttura
Le ghiandole tubulo-alveolari composte o ramificate rappresentano una variante più complessa delle ghiandole tubulari composte. Si distinguono principalmente per il numero e la complessità delle ramificazioni, l'ampio lume dei tubuli sacciformi e la forma cilindrica del corpo glandulare.

#### Anatomia delle ghiandole e dei dotti uretrali
Considerando la singola ghiandola alveolare e il relativo dotto, si possono distinguere le seguenti strutture:
- Ciascuna ghiandola è una struttura complessa e composita, costituita da decine di microlobuli (detti alveoli), ad ognuno dei quali corrisponde in media una singola papilla (variabile di fatto da 1 a 3).[21][44][45]
- Ogni papilla presenta, sulla propria superficie, decine di micropapille (vescicole di cellule secretorie), che producono gran parte del secreto uretrale. La porzione restante, molto scarsa in quantità e spesso degenerata, è prodotta dai corpi amilacei e dagli adenomeri aberranti.[46][21][45]
- Le micropapille producono ed emettono il secreto in numerosi tubuli minuscoli, che confluiscono in tubuli intermedi: uno per ogni papilla.[44][39][47]
- I tubuli intermedi delle papille confluiscono in un condotto maggiore: il diverticolo tubulare od otricolare, uno per ciascuna ghiandola alveolare. Questi canali corrispondono ai dotti periuretrali (se le ghiandole sono contigue alla tonaca profonda uretrale) e parauretrali (se non sono adiacenti), riferiti anche come dotti di Lowsley o di Hall.[48][39][49]
- Già a breve distanza dallo sbocco nell'uretra o nella prostata, i dotti parauretrali presentano alcuni diverticoli, che incrementano di numero e dimensione man mano che il condotto si ramifica: l'esito è un sistema labirintico e molto complesso di adenomeri tubulari od alveolari, che sboccano nel dotto principale oppure nelle sue ramificazioni. Di norma, ogni ramificazione presenta 1 - 2 diverticoli.[3][48][45][44]
- I dotti parauretrali possono sboccare direttamente nell'uretra attraverso gli orifizi detti cripte di Morgagni, da in cui immettono il proprio secreto. Nella maggior parte dei casi, tuttavia, si fondono in 1 - 2 dotti principali presso l'apice della prostata (uno per ogni cluster): questi canali maggiori decorrono attraverso l'intera ghiandola, per poi sfociare nel tetto dell'uretra intraprostatica.[39][48][50]

#### Rapporti tra le ghiandole
Tipicamente, le ghiandole tubulo-alveolari sono connesse fra loro attraverso una serie di tubuli, che nel complesso rendono la struttura fortemente ramificata. Il loro insieme è paragonato ad un albero dai molti rami, o ad un complicato corallo che avvolge l'uretra preprostatica e spesso lo sfintere uretrale interno o la papilla uretrale.

#### Composizione epiteliale
I microlobuli sono costituiti da epitelio cilindrico, semplice o pseudostratificato, e sono avvolti da un plesso di capillari; soprattutto negli anziani, possono contenere aggregati di colloide di natura iperplastica, noti come corpi amilacei. Le cellule che li compongono hanno grandi nuclei basali sferici, e nella porzione apicale si ritrovano vescicole secretorie; tra le cellule secernenti, si trovano cellule neuroendocrine e adenomeri aberranti. I piccoli tubuli che si dipartono dai microlobuli sono rivestiti da un singolo strato di cellule epiteliali, di tessuto cilindrico semplice, mentre i dotti periuretralii in cui essi confluiscono (diverticoli alveolari) sono costituiti da epitelio cilindrico a più strati; si evidenzia un duplice strato di cellule: cubiche nella porzione basale e cilindriche in quella laminare. Ciascun lobulo è inoltre circondato da una sottile membrana fibrosa nota come capsula lobulare, mentre i dotti parauretrali sono avvolti da un sottile strato di epitelio ghiandolare colonnare, soprattutto nella sezione che attraversa la prostata o lo sfintere uretrale interno. I canali maggiori che attraversano la prostata e in cui confluiscono i dotti (in numero di 1 - 2), sono inoltre rivestiti da uno strato aggiuntivo di epitelio laminare semplice, con funzione protettiva.

## Dotti uretrali
Indipendentemente dalla ghiandola, il lume dei dotti periuretrali ha un'ampiezza molto variabile, mentre il contorno è irregolare. Nella maggior parte dei casi, i dotti sono diretti dal trigono (o dallo sfintere uretrale interno) in direzione inferiore, nella prostata: qui si riuniscono in un voluminoso canale, oppure in due dotti maggiori simmetrici, uno per ogni cluster di ghiandole. Questi canali sono caratterizzati da un diametro rilevante (3 mm) e da una cospicua lunghezza (di norma 2 - 3 cm), perché devono attraversare l'intero lobo superiore della prostata, per emergere nel pavimento superiore dell'uretra intraprostatica attraverso due consistenti orifizi. Talvolta, possono raccogliere nel proprio decorso anche dotti minori di altre ghiandole intraprostatiche, benché in genere rimangano separati dai dotti prostatici.